# Mischa Wyss

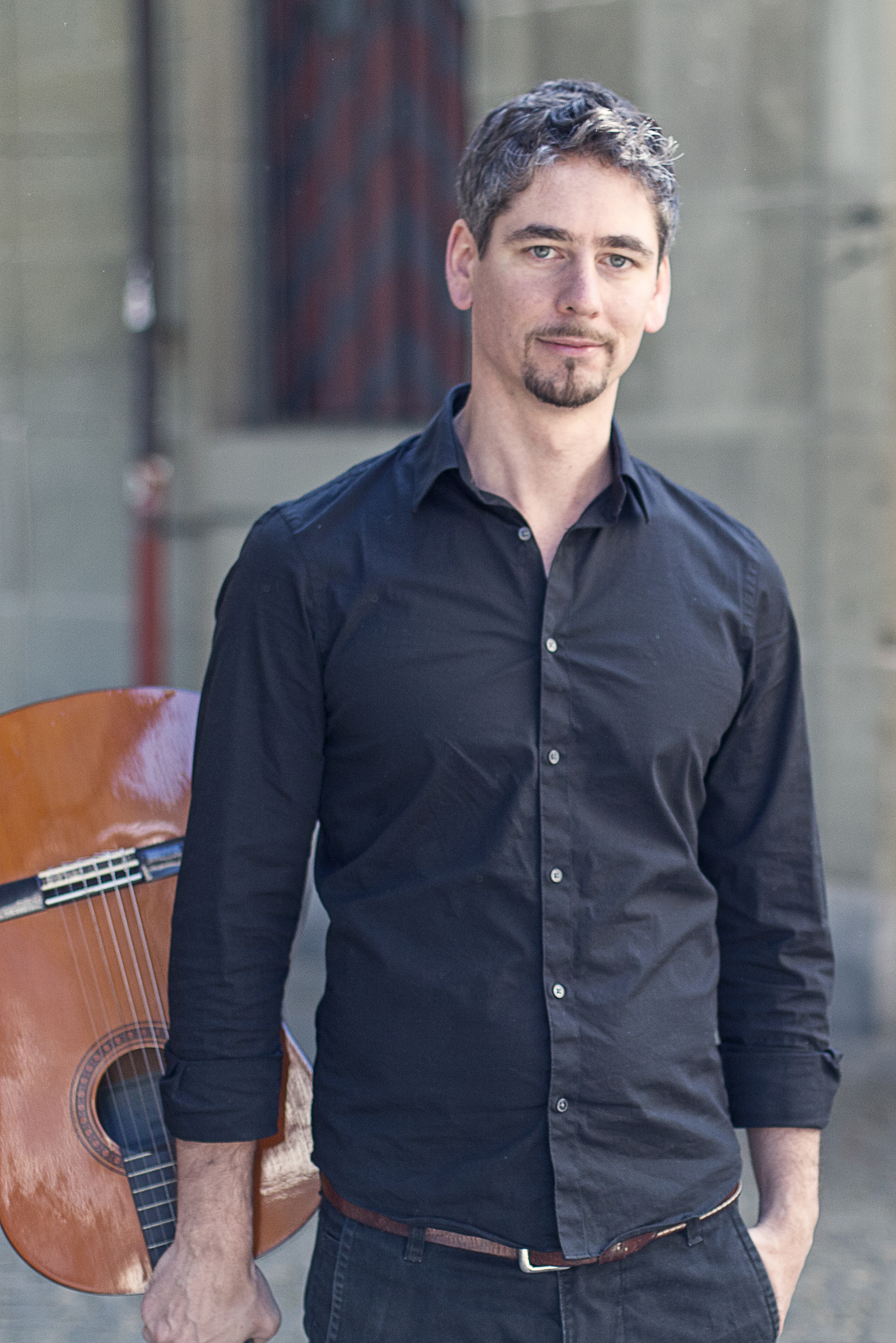

Mischa Wyss (* 10. November 1983 in Olten) ist ein Berner Mundart-Chansonnier und Kabarettist.

## Werdegang
1983 in Olten geboren, begann Mischa Wyss seine lyrische Karriere schon früh mit dem Verfassen von Samichlausvärsli (kleine Nikolaus-Gedichte).  Im Laufe der Primarschule setzte sich diese in weiteren kleinen verbalen Werken fort. Mit dem Umzug ins Baselbiet, wo er die Sekundarschule und das Gymnasium absolvierte, begann er das Erlernen des Keyboards und schrieb Hip-Hop-Texte, die er zu selbst komponierten Beats vortrug.
1999 gewann er einen Literaturwettbewerb.
2004 zog er nach Bern. Nach einem Jahr Studium der Psychologie an der dortigen Universität ging er nach Marokko, wo erste Chanson-Texte entstanden, die er später vertonte. Die anfangs vor allem im Familien- und Freundeskreis vorgetragenen Werke fanden grossen Anklang, so dass er sich innerhalb kurzer Zeit auch mit Auftritten an diversen Einsteigerbühnen in Bern einen Namen machte, zu denen er später als Special Guest eingeladen wurde.
Ende 2009 bot sich ihm durch das Panorchester Bern die Gelegenheit, mit seinem Lied Haarigi Romanze vor grossem Publikum aufzutreten.
2010 brannte das Tonstudio PanMagic Bern seine erste CD Vohrsiube, eine Maxisingle mit drei Liedern in der Auflage von 200 Stück, die bald vergriffen war. Es folgten erste Engagements in und um Bern.
Von 2010 bis 2014 organisierte er in der Piazza Bar Bern das Format Mundart 2.0, wo er der Mundartchanson-Szene monatlich eine Plattform bot und namhafte Künstler für Gastauftritte gewinnen konnte.
2012 feierte er die Premiere seines ersten saal- und abendfüllenden Programms Uftakt in der La Cappella Bern, bei dem Lisa Catena einen Gastauftritt hatte. Er stellte dabei seine CD Wortwärts vor. Anlässlich dieser Premiere traten der Chansonnier Mischa Wyss und der Stepptänzer Nicolas Egger erstmals gemeinsam auf. Diese neuartige Formation wurde unter dem Namen Mundartstepp bekannt.
Der Auftritt an der Künstlerbörse 2013 in Thun brachte ihm den Publikumspreis und den „Mani Matter des 21. Jahrhunderts“ (Radio srf 2013). Parallel zu seinem Schaffen als Berner Chansonnier absolvierte Mischa Wyss ein Jahr an der Pädagogischen Hochschule, um danach an die Uni Bern zurückzukehren, wo er ein Mathematik- und Germanistikstudium abschloss. Inzwischen ist er als Mathematiklehrer tätig und jährlich bei über 50 Auftritten zu sehen.
Die Premiere zum dritten Programm "Schrift für Schrift" fand zusammen mit dem Stepptänzer Nicolas Egger am 13. Oktober 2016 in der La Cappella in Bern statt. Die Aufnahme dieser Premiere erschien 2017 als Live-CD. Der Stepptänzer hatte sich 2017 von der Bühne zurückgezogen. Die Produktion beschränkte sich daher auf eine CD mit Mundartchansons und satirischen Einlagen, deren Taufe am 29. Dezember 2017 in der La Cappella über die Bühne ging.
2019 erschien sein viertes abendfüllendes Programm "klangsam aber sicher!", mit dem er erfolgreich die Deutschschweizer Bühnen bespielte. Im selben Jahr heiratete er, zog nach Burgdorf um und wurde 2020 Vater einer Tochter.

## Programme
- 2012 Uftakt
- 2014 Aasatzwys
- 2016 Schrift für Schrift
- 2019 klangsam aber sicher!

## Diskographie
- 2010: Vohrsiube (Maxisingle mit drei Chansons)
- 2012: Wortwärts (Debütalbum mit 18 Chansons)
- 2017: Schrift für Schrift (Live-CD)